# 長嶋清幸
長嶋清幸（1961年11月12日—），日本棒球選手，出生於靜岡縣小笠郡濱岡町，曾經效力於日本職棒廣島鯉魚等隊伍，於1997年退休，生涯通算108支全壘打。